# 瓦礫の詩人
「瓦礫の詩人」（がれきのしじん）は、1990年4月8日に発売されたGRASS VALLEYの8枚目のシングル。

## 内容
オリコンチャート100位以内に入った最後のシングル。カップリング「BIG SCIENCE」はアルバム未収録。

## 収録曲
1. 瓦礫の詩人
作詞・作曲：出口雅之　編曲：GRASS VALLEY
2. BIG SCIENCE
作詞：出口雅之　作曲：上領亘　編曲：GRASS VALLEY